# Ren Sengoku
Ren Sengoku (仙石 廉 Sengoku Ren?), född 2 oktober 1990 i Saitama prefektur, är en japansk fotbollsspelare.
Sengoku började sin karriär 2009 i Kashiwa Reysol. Efter Kashiwa Reysol spelade han för Fagiano Okayama, AC Nagano Parceiro, Tochigi SC och Gainare Tottori.